# Mateusz Hohol
Mateusz Hohol (ur. 1987 w Krakowie) – polski kognitywista, specjalizujący się w psychologii poznania matematycznego. Profesor Uniwersytetu Jagiellońskiego, pracuje w Centrum Kopernika Badań Interdyscyplinarnych UJ.

## Edukacja i kariera naukowa
W 2006 roku ukończył II Liceum Ogólnokształcące im. Króla Jana III Sobieskiego w Krakowie. W 2010 ukończył filozofię (summa cum laude) na Uniwersytecie Papieskim Jana Pawła II. W roku 2013 obronił pracę doktorską Struktura teorii neurokognitywnych z zakresu nauk kognitywnych oraz filozofii. Od 2015 do 2020 roku pracował jako adiunkt w Zakładzie Logiki i Kognitywistyki Instytutu Filozofii i Socjologii Polskiej Akademii Nauk. Od 2018 roku pracuje w Centrum Kopernika Badań Interdyscyplinarnych Uniwersytetu Jagiellońskiego i wykłada na Wydziale Filozoficznym UJ. W roku 2013 został laureatem Nagrody Naukowej POLITYKI oraz Stypendium Ministra Nauki i Szkolnictwa Wyższego dla Wybitnych Młodych Naukowców. W 2018 uzyskał Stypendium Fundacji na Rzecz Nauki Polskiej. W 2021 uzyskał stopień doktora habilitowanego w dyscyplinie psychologia na Uniwersytecie Jagiellońskim oraz został profesorem UJ. Od roku 2022 kieruje Mathematical Cognition and Learning Lab na UJ.

## Wybrane publikacje książkowe
- Mateusz Hohol, Foundations of Geometric Cognition, Routledge, London–New York 2020.
- Bartosz Brożek, Michał Heller, Mateusz Hohol (red). The Concept of Explanation, Copernicus Center Press, Kraków 2017.
- Bartosz Brożek, Mateusz Hohol, Umysł matematyczny, Copernicus Center Press, Kraków 2014.
- Mateusz Hohol, Wyjaśnić umysł. Struktura teorii neurokognitywnych, Copernicus Center Press, Kraków 2013.
- Bartosz Brożek, Mateusz Hohol, Łukasz Kurek, Jerzy Stelmach (red.), W świecie powinności, Copernicus Center Press, Kraków 2013.
- Jerzy Stelmach, Bartosz Brożek, Mateusz Hohol (red.), The Many Faces of Normativity, Copernicus Center Press, Kraków 2013.
- Bartosz Brożek, Janusz Mączka, Wojciech Grygiel, Mateusz Hohol (red.), Oblicza racjonalności. Wokół myśli Michała Hellera, Copernicus Center Press, Kraków 2011.

## Wybrane artykuły naukowe
- Hohol, M., Wołoszyn K., Brożek, B. (2021). Making cognitive niches explicit: On the importance of external cognitive representations in accounting for cumulative culture. Frontiers in Integrative Neuroscience, 15(734930). https://doi.org/10.3389/fnint.2021.734930
- Miłkowski, M., Hohol, M. (2021). Explanations in cognitive science: Unication versus pluralism. Synthese, 199(Suppl. 1), S1–S17. https://doi.org/10.1007/s11229-020-02777-y
- Hohol, M., Willmes, K., Nęcka, E., Brożek, B., Nuerk, H.-C., Cipora, K. (2020). Professional mathematicians do not differ from others in the symbolic numerical distance and size effects. Scientific Reports, 10(11531). https://doi.org/10.1038/s41598-020-68202-z
- Miłkowski, M., Hohol, M. Nowakowski, P. (2019). Mechanisms in psychology: The road towards unity? Theory & Psychology, 29(5), 567–578. https://doi.org/10.1177/0959354319875218
- Hohol, M., Miłkowski, M. (2019). Cognitive artifacts for geometric reasoning. Foundations of Science, 24(4), 657–680. https://doi.org/10.1007/s10699-019-09603-w
- Miłkowski, M., Hensel, W.M., Hohol, M. (2018). Replicability or reproducibility? On the replication crisis in computational neuroscience and sharing only relevant detail. Journal of Computational Neuroscience, 45(3), 163–172. https://doi.org/10.1007/s10827-018-0702-z
- Hohol, M., Wołoszyn, K., Nuerk, H.-C., Cipora, K. (2018). A large-scale survey on finger counting routines, their temporal stability and ﬂexibility in educated adults. PeerJ, 6(e5878). https://doi.org/10.7717/peerj.5878
- Miłkowski, M., Clowes, R.W., Rucińska, Z., Przegalińska, A., Zawidzki, T., Gies, A., Krueger, J., McGann, M., Afeltowicz, Ł., Wachowski, W.M., Stjernberg, F., Loughlin, V., Hohol, M. (2018). From wide cognition to mechanisms: A silent revolution. Frontiers in Psychology, 9(2393) https://doi.org/10.3389/fpsyg.2018.02393
- Hohol, M., Baran, B., Krzyżowski, M., Francikowski, J. (2017). Does spatial navigation have a blind-spot? Visiocentrism is not enough to explain the navigational behavior comprehensively. Frontiers in Behavioral Neuroscience, 11(154). https://doi.org/10.3389/fnbeh.2017.00154
- Hohol, M., Cipora, K., Willmes, K., Nuerk, H.-C. (2017). Bringing back the balance: Domain-general processes are also important in numerical cognition. Frontiers in Psychology, 8(499). http://doi.org/10.3389/fpsyg.2017.00499
- Cipora, K., Hohol, M., Nuerk, H.-C., Willmes, K., Brożek, B., Kucharzyk, B., Nęcka, E. (2016) Professional mathematicians differ from controls in their spatial-numerical associations, Psychological Research, 80, 710–726. http://doi.org/10.1007/s00426-015-0677-6